# Mleczaj najostrzejszy

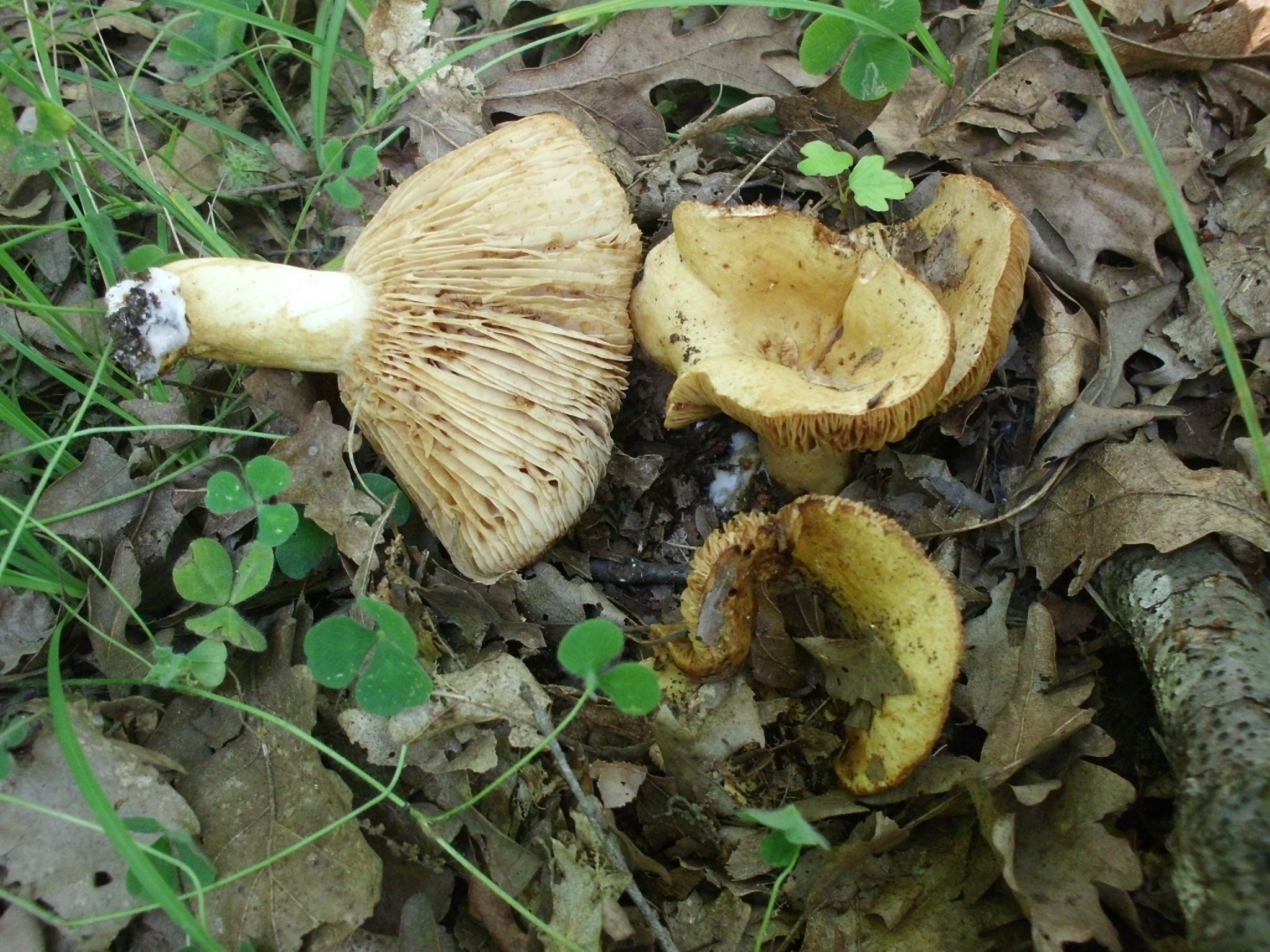

Mleczaj najostrzejszy (Lactarius acerrimus Britzelm.) – gatunek grzybów należący do rodziny gołąbkowatych (Russulaceae).

## Systematyka i nazewnictwo
Pozycja w klasyfikacji według Index Fungorum: Lactarius, Russulaceae, Russulales, Incertae sedis, Agaricomycetes, Agaricomycotina, Basidiomycota, Fungi.
Po raz pierwszy opisał go Max Britzelmayr w 1893 r. i nadana przez niego nazwa naukowa jest aktualna. Synonim naukowy: Lactifluus acerrimus (Britzelm.) Kuntze 1898 r.
Nazwę polską podali Barbara Gumińska i Władysław Wojewoda w 1983 r., Alina Skirgiełło w 1988 r. opisywała ten gatunek pod nazwą mleczaj piekący.

## Morfologia
Kapelusz
Średnicy 6–12 (do 15) cm, barwy bliaławoochrowej lub ochrowozółtawej, czasami z ciemniej, ochrowopomarańczowo, koncentrycznie strefowany, z wgłębionym środkiem. Skórka na powierzchni, u młodych owocników filcowata, staje się mazista przy dużej wilgotności powietrza.
Hymenofor
Blaszkowy, blaszki początkowo barwy kremowej, później ochrowożółtawe, przy trzonie rozwidlone i połączone anastomozami. Podstawki dwuzarodnikowe.
Trzon
Dość krótki, u młodych owocników białawy, po dojrzeniu ochrowy.
Miąższ
Zbudowany jest z kulistawych komórek powodujących ich specyficzną kruchość i nieregularny przełam. Wydziela białe, nieprzebarwiające się mleczko o ostrym smaku.
Cechy mikroskopowe
Zarodniki bardzo duże, 11–13 × 8,5–11 μm, o powierzchni pokrytej brodawkami połączonymi listewkami, tworzącymi siateczkowaty wzór, amyloidalne. Podstawki 50–60 × 10–12 μm. Cheilocystydy i pleurocystydy wrzecionowate, 45–60 × 5–7 μm.
Gatunki podobne
Wśród grzybów o morfologicznie zbliżonych owocnikach wymienia się mleczaja pręgowanego (Lactarius zonarius).

## Występowanie i siedlisko
Występuje w Europie i, Zachodniej Rosji i nad Morzem Kaspijskim. W Polsce gatunek rzadki. Znajduje się na Czerwonej liście roślin i grzybów Polski. Ma status R – potencjalnie zagrożony z powodu ograniczonego zasięgu geograficznego i małych obszarów siedliskowych. Znajduje się na listach gatunków zagrożonych także w Belgii, Danii, Niemczech, Litwie, Norwegii, Holandii, Szwecji, Finlandii.
Naziemny grzyb mykoryzowy. Rośnie w lasach liściastych, pod dębami, bukami i grabami, szczególnie na wapiennych glebach. W Europie wytwarza owocniki od czerwca do września.